# Эбелинг, Эрих
Эрих Роберт Фридрих Эбелинг (нем. Erich Robert Friedrich Ebeling; 21 ноября 1886, Берлин — 28 октября 1955, Западный Берлин) — немецкий ассириолог.

## Биография
В 1909 году в Берлине Эбелинг защитил диссертацию на тему глагола в амарнских письмах. С 1920 года являлся приват-доцентом, с 1924 года — экстраординарным профессором восточной филологии Берлинского университета. Эбелинг издал собрание текстов «Ассириологические тексты к Ветхому Завету» и «Реальный лексикон ассириологии и археологии Передней Азии».